# Pirkachberg
Pirkachberg je naselje v Občini Mörtschach v Okraju Špital ob Dravi  na Koroškem v Avstriji.